# Charles Delcour

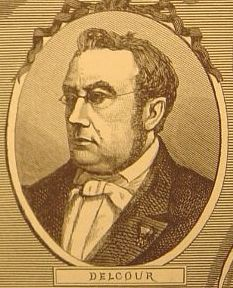
Portret uit L'Illustration Européenne, 1872

Jean Baptiste Charles Delcour (Dolhain, 4 september 1811 - Leuven, 28 november 1889) was een Belgisch politicus en minister voor de Katholieke Partij.

## Levensloop
Hij was de zoon van lakenfabrikant Charles Nicolas Joseph Delcour en Josèphe Stembert.
Als doctor in de rechten aan de Rijksuniversiteit Luik vestigde hij zich van 1834 tot aan zijn overlijden als advocaat in Leuven. Van 1834 tot 1836 werkte hij ook als kabinetsmedewerker en vervolgens attaché op het kabinet van minister van Binnenlandse Zaken Barthélémy de Theux de Meylandt. Van 1836 tot 1842 werkte hij eveneens als buitengewoon hoogleraar publiek en administratief recht aan de Katholieke Universiteit Leuven, waarna hij er van 1842 tot 1871 gewoon hoogleraar was.
Delcour werd bovendien politiek actief voor de katholieken en was voor deze partij van 1863 tot aan zijn dood in 1889 lid van de Kamer van volksvertegenwoordigers voor het arrondissement Leuven. Van 1869 tot 1872 was hij tevens gemeenteraadslid van Leuven.
Van 1871 tot 1878 was Delcour daarnaast ook minister van Binnenlandse Zaken. Op 20 mei 1888 werd hij benoemd tot minister van Staat.
Van 1852 tot 1878 was hij tevens lid van de kerkfabriek Sint-Jozef van Leuven, waarna hij er van 1879 tot aan zijn dood de voorzitter van was.